# Хоппер (мяч)
Хо́ппер (space hopper, skippyball, kangaroo ball, bouncer, hoppity hop, hop ball) — резиновый мяч, похожий на мяч для упражнений, с ручками, позволяющими сидеть на нем, не падая. Пользователь может попытаться попрыгать на игрушке, используя ее упругость для продвижения вперед.
Термин "космический бункер" более распространен в Соединенном Королевстве. Эта игрушка менее известна в Соединенных Штатах и может называться «хиппи-хоп» или «сядь и подпрыгни». Похожей игрушкой, популярной в Соединенных Штатах в 1980-х годах, был мяч пого, у которого вместо ручки было твердое пластиковое кольцо, опоясывающее мяч.

## История
Изобретателем хоппера считается Aquilino Cosani, сотрудник итальянской компании Ledragomma, производившей резиновые шары. Акилино решил, что у обычных резиновых мячей есть большой недостаток: на них неудобно сидеть. Для того, чтобы решить эту проблему, он приделал к шару рожки (ручки). Это позволило «всадникам» устойчиво чувствовать себя, усевшись на «голову».  Изобретение было запатентовано (в 1968 году в Италии и в 1971 в США) и получило название PON-PON.
В 1969 году хоппер становится модным. В США хоппер появился под названием Hoppity Hop. Именно в США для большего эффекта было придумано наносить на хоппер изображения лиц. Изготавливаемые из каучука мячи имели изображения Микки Мауса и Дональда Дака.
До 90-х годов хопперы были популярны в Великобритании. На хопперах проводились вечеринки (изготовленные из флуоресцентных материалов хопперы с сюрреалистичными физиономиями были ключевыми объектами Birmingham Psychedelic trance parties). Однако потом про хопперы на некоторое время забыли.
В 2000-х организовывались конкурсы и соревнования по прыжкам на хопперах (как локальные, в формате home-fun, так и глобальные: был организован конкурс-соревнование Netherlands Mega Skippyballs, своеобразные Олимпийские игры на хопперах). Хоппер часто встречался на фестивале Гластонбери.

## В культуре
- Mr. Hoppy из Monkey Dust
- В Nintendo WII в игре Guiness World records — игроки соревнуются в хоппер-запрыге.
- На розовом хоппере по Готэм-Сити передвигается Киска — Летучая Мышь.